# Einzelzeitfahren der Männer bei den Commonwealth Games
Seit 1934 (II. British Empire Games in London) werden Wettbewerbe im Radsport im Rahmen der Commonwealth Games (früher British Empire Games) für Radrennfahrer aus den Ländern der Commonwealth of Nations veranstaltet. Das Einzelzeitfahren der Männer bei den Commonwealth Games ist seit 1998 Bestandteil der Commonwealth Games.

## Palmarès
- 1998  Eric Wohlberg
- 2002  Cadel Evans
- 2006  Nathan O’Neill
- 2010  David Millar
- 2014  Alex Dowsett
- 2018  Cameron Meyer
- 2022  Rohan Dennis
- 2026